# George Prévost
George Prévost (ur. 19 maja 1767 w New Jersey, zm. 5 stycznia 1816 w Londynie, Anglia) – brytyjski żołnierz i administrator, gubernator generalny Brytyjskiej Kanady w latach 1811–1815.

## Życiorys
George Prévost urodzony w New Jersey był synem szwajcarskiego oficera w służbie angielskiej. Otrzymał staranne ogólne i militarne wykształcenie w Anglii. Służył w brytyjskich wojskach kolonialnych, początkowo na Karaibach, a następnie w Ameryce Północnej, gdzie w 1811 został głównodowodzącym wojskami brytyjskimi i w tym samym roku gubernatorem generalnym Kanady.
Okres urzędowania Prévosta wypadł na czas wojny brytyjsko-amerykańskiej. Wojska brytyjskie w Kanadzie, wobec znacznej przewagi liczebnej wroga, przyjęły taktykę defensywną. Działania zbrojne w ciągu pierwszych dwóch lat wojny prowadzone na terenie Górnej i Dolnej Kanady prowadzone były ze zmiennym szczęściem. Brak strategicznych sukcesów strony amerykańskiej należało przypisać brakowi doświadczenia wojennego amerykańskiej milicji. W 1814 armia kolonialna wzmocniona posiłkami z Europy rozpoczęła działania ofensywne, które jednak załamały się w przegranej bitwie pod Plattsburghiem. Brytyjskie niepowodzenie spowodowane było błędami i niezdecydowaną postawą Prévosta. Wobec takiego rozwoju sytuacji George Prévost został odwołany ze stanowiska i powrócił do Anglii gdzie wkrótce zmarł.